# Cane corso
A cane corso[a] (pronúncia italiana: [ˈkaːne ˈkɔrso]) é uma raça canina molossoide de grande porte do tipo mastim oriunda da região sul da Itália. É valorizada no país nativo como cão de guarda de fazendas e cão de caça de javalis. Hoje é um notável cão de companhia. 
Sua origem, bem como a de outras raças, é antiga e imprecisa, embora seja considerado um descendente direto do Canis Pugnax, antigos cães molossoides de guerra do Império Romano.
Apesar disso, sua criação organizada só se deu em meados da década de 1980, sendo somente reconhecida internacionalmente a partir da década de 1990.
A raça cane corso está diretamente relacionada com a raça mastim napolitano, uma outra raça italiana, ao ponto de que nos anos 1940 ambos eram considerados nomes sinônimos para um mesmo tipo de cão, juntamente com outros sinônimos como cane da presa e molosso italiano. Com o passar dos anos o mastim napolitano adquiriu traços diferentes distanciando-se da similaridade com o moderno cane corso. 
De acordo com o padrão oficial FCI o cane corso, os machos no medem 62-70 cm e as fêmeas medem 58-66 cm e quanto ao peso, este deve estar de acordo com a estatura desses cães, variando entre 45 a 50 kg para os machos e 40 a 45 kg para as fêmeas. Se apresentam nas cores preto, cinza, fulvo, malhado-tigrado, vermelho-cervo e variações dessas cores.    

## Etimologia
Levando em consideração a língua italiana moderna, "cane corso" significaria "Cão da Córsega". Porém, apesar de existirem citações seculares a cães da Córsega (Córsega é uma ilha francesa bem próxima à Itália), a verdadeira etimologia da nomeação da raça é imprecisa. Segundo alguns autores, "Corso" advém do substantivo feminino em Latim Cohors que significa "quintal", "Pátio". Neste caso cane corso pode ser interpretado como "Cão de quintal"; "Cão que guarda o quintal/propriedade"; ou até "Cão de fazenda", já que tradicionalmente a raça é utilizada para guarda de fazendas. Outros relatam também a possibilidade de "corso" derivar do termo Celta "coarse", que significa "robusto". 

## História

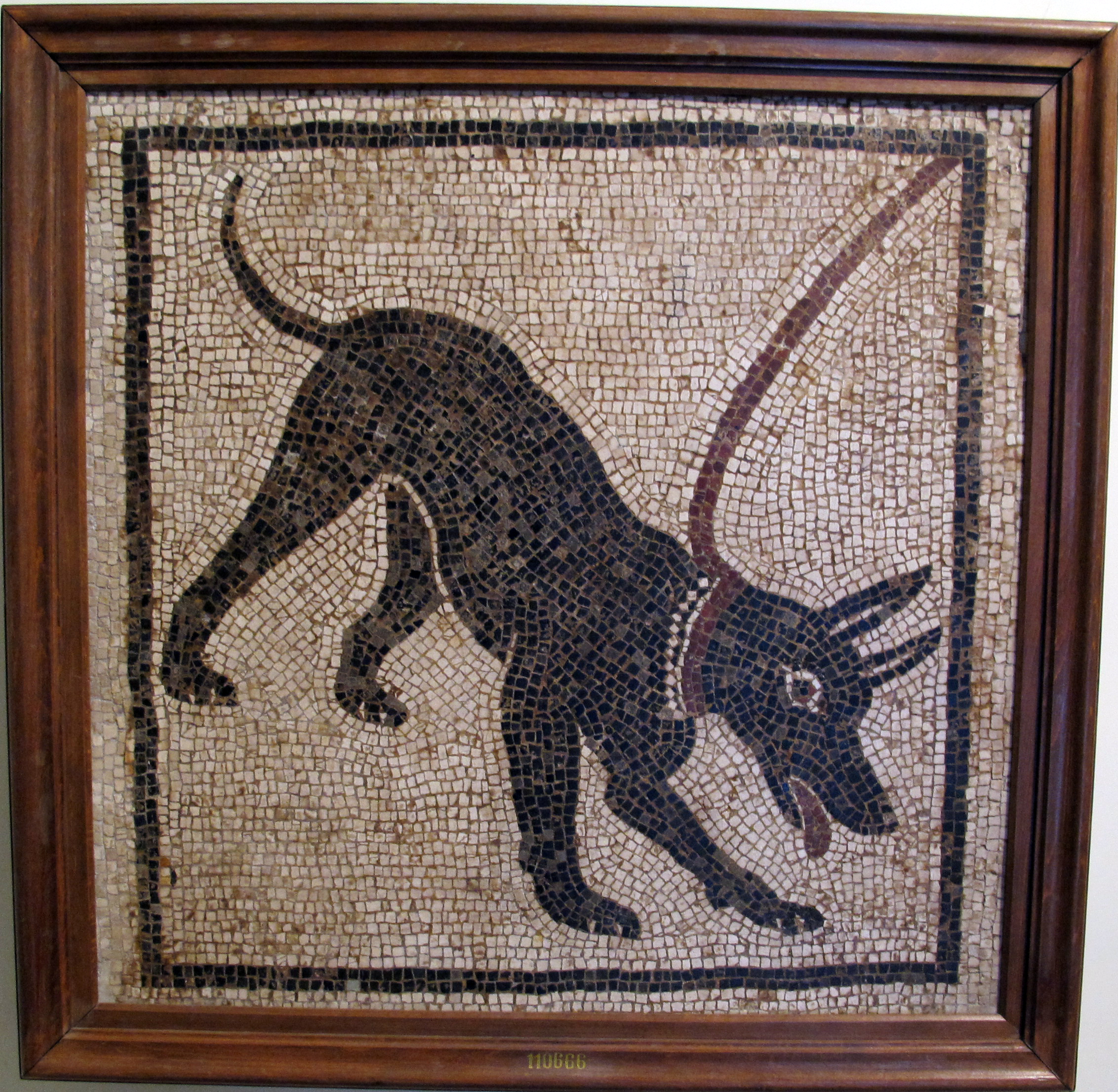
Mosaico Cave canem ("Cuidado com o cão"). Um aviso muito utilizado no Império Romano. Museu arqueológico de Nápoles.

O cane corso é considerado um descendente direto do mítico canis pugnax, do latim, que em português pode ser traduzido como cão de guerra, um antigo tipo extinto de cão molossóide utilizado pelos romanos em todo o Império em atividades de guerra, combate para entretenimento, caça de grandes animais, e também como cães de guarda de vilas, prédios públicos e casas particulares, onde ainda hoje é possível encontrar os famosos mosaicos cave canem que avisavam sobre a possível presença destes cães guardiões, que ficavam presos em correntes durante o dia nas entradas e soltos durante a noite. Provavelmente estes cães possuíam também orelhas e cauda cortadas.
O nome da raça muito provavelmente deriva de "cane da corso", um termo italiano antigo para definir os cães de presa utilizados em atividades rurais (para guiar e controlar o gado e os suínos; e para caçar o javali). Mas não foi o único termo que nomeou a raça ao longo do tempo. Este termo é distinto de "cane da camera", que servia para identificar os cães de presa que eram mantidos como cães de guarda. No passado recente, a sua distribuição foi limitada apenas a algumas regiões do sul da Itália, especialmente à Basilicata, Campânia e Apúlia.

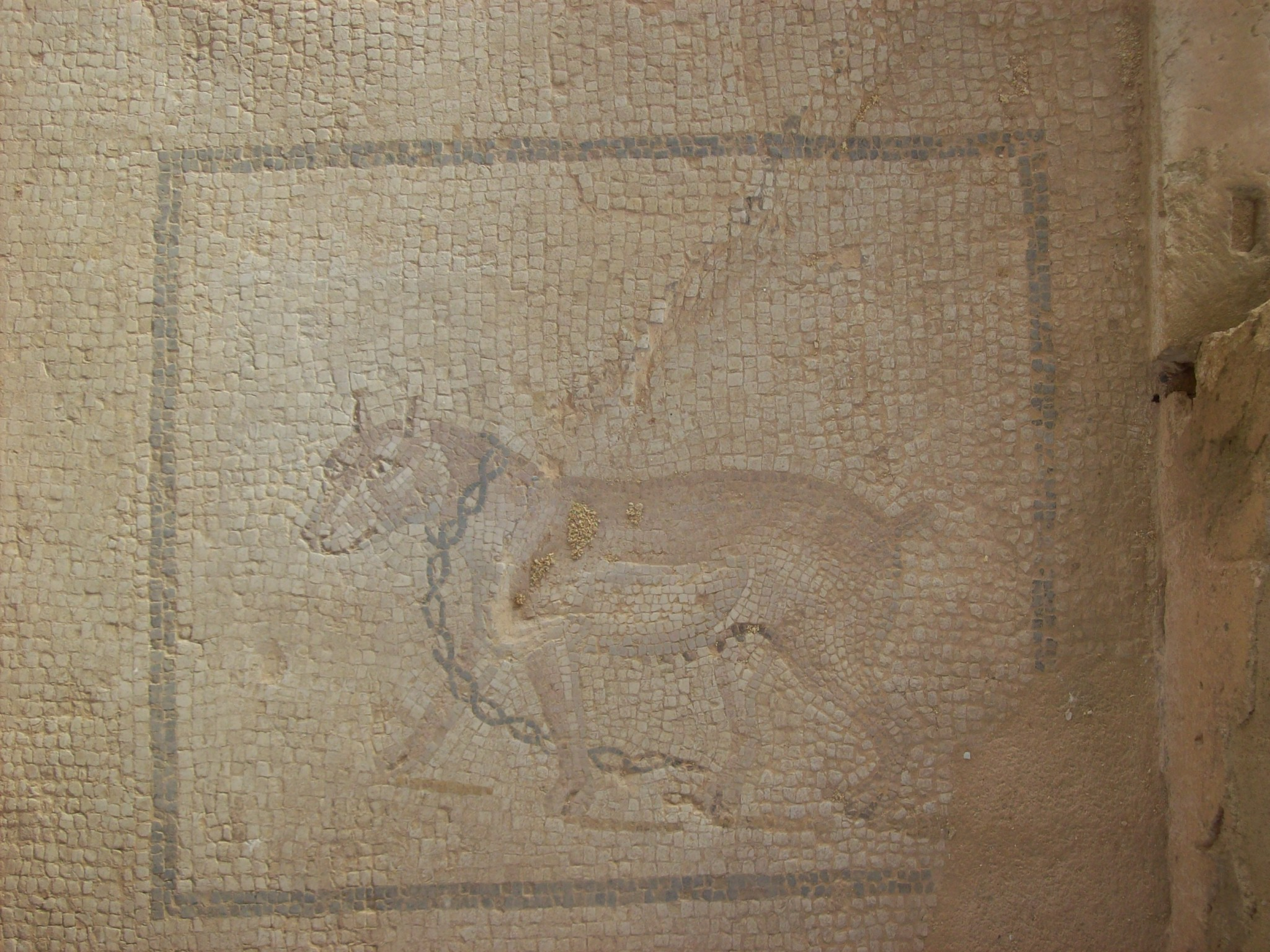
Variedade do mosaico cave canem, sítio arqueológico de Marsala, Sicília. Figura de uma cadela acorrentada, aparentando ter orelhas e cauda cortadas.

O cane corso é um cão de presa, usado no controlo de gado bovino e suíno, e também na caça ao javali. Os exemplares desta raça ancestral italiana eram utilizados para guardar propriedades e o gado contra ladrões e predadores perigosos. Alguns continuam a ser utilizados para este propósito ainda hoje. Historicamente têm sido também utilizados por guardas noturnos e vigilantes, e como cães de combate utilizado na guerra, e, no passado, por carroceiros como condutores de gado. Num passado ainda mais remoto, esta raça era comum por toda a Itália, servindo como um grande testemunho iconográfico e histórico da região.
Com as guerras mundiais e a mudança de vida nas zonas rurais do sul da Itália no século XX, o cane corso começou a tornar-se cada vez mais raro. Um grupo de entusiastas, liderados por Paolo Breber, "descobriu" a raça esquecida e começou a recuperá-la reunindo os últimos exemplares, para trazê-la de volta a partir da sua quase extinção, no final dos anos 1970.
Alguns dos criadores pioneiros atestam que após o início da recuperação da raça, alguns novos criadores utilizaram-se de mestiçagens para desenvolver cães de acordo com suas preferências pessoais, sem se preocupar com a preservação da genética da raça em sua essência original ou com a sua saúde e funcionalidade. E por consequência surgiram cães com características não naturais da raça, à exemplo do prognatismo e focinho quase achatado, que teria sido adquirido com a mescla com Boxer e Dogue de Bordeaux. Sobre este tema, Federico Lavanche, um criador purista da raça cane corso, cita:

"Por volta dos anos 80 e 90, mais do que criar cães, algumas pessoas pareciam brincar com Lego. Fazendo suas próprias construções: um pedaço disso, um pedaço daquilo ... e obviamente não é que eles se preocupavam com o uso de cães saudáveis: não! Eles estavam preocupados com o uso de cães com uma boa quadratura de focinho. E, portanto, o pobre cane corso, que durante séculos e séculos permaneceu discretamente homogêneo e decisivamente saudável apesar do (ou talvez "graças ao"?) desinteresse total da cinofilia oficial, começou a assumir diferentes formas, cores e personalidades dependendo da criação de onde vinha, recolhendo todas as doenças genéticas oferecidas pelas outras raças com as quais foi cruzado "ocultamente" ("ocultamente", porque todos sabiam disso).
A epilepsia que ele nunca teve (mas o boxer sim), a displasia do quadril e os osteocondritos que ele nunca teve (mas o dogue de bordeaux sim), patologias oculares e toda uma série de problemas de personalidade que ele nunca teve".— www.italian-cane-corso.com
Em 1994, a raça foi totalmente aceita pelo Kennel Club Italiano (ENCI) como a 14ª raça de cães italiana. Um cão macho chamado Basir foi considerado como exemplo ideal da raça e progenitor do cane corso moderno.
A FCI provisoriamente aceitou o Corso em 1997 e, dez anos depois, oficializou o reconhecimento internacionalmente.
Nos EUA, o American Kennel Club (AKC) reconheceu o cane corso apenas em 2010. A popularidade da raça continua a crescer nos Estados Unidos o classificando em 50º lugar das raças mais populares em 2013, dando um salto do 60º lugar alcançado em 2012. E está agora em 40º lugar entre as raças registradas no AKC.

## Características

### Aparência geral
O cane corso é um cão molosso de tamanho médio para grande, que está de perto relacionado com o Mastim napolitano e o Cane da presa meridional, outras duas raças italianas.  
É robusto, vigoroso e elegante com músculos esguios e poderosos.

### Tamanho
Segundo o padrão oficial da raça pela FCI (Fédération Cynologique Internationale) e sua filial no Brasil (CBKC), os machos devem ter idealmente entre 64-68 cm à altura da cernelha e as fêmeas entre 60-64 cm, ambos com tolerância de 2 cm para mais ou para menos. O peso deve ser proporcional ao tamanho destes cães, variando entre 45 e 50 kg para os machos, e entre 40 e 45 kg para as fêmeas. O aspecto geral deve transparecer potência e equilíbrio com capacidade atlética. 

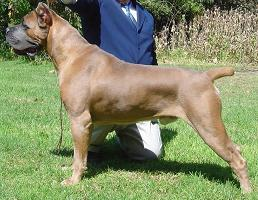
Cane corso fulvo claro com orelhas e cauda cortadas.

### Cabeça
A cabeça é larga e tipicamente molossóide. O crânio é largo ao nível dos arcos zigomáticos. O stop é bem definido. O nariz é sempre preto. O focinho é forte e quadrado, mais curto que o crânio, aproximadamente de proporção 2:1. Os maxilares são largos com leve prognatismo inferior, que não deve superar 5 milímetros.

### Olhos
Os olhos são de tamanho médio. Os olhos bem escuros são preferidos, no entanto, a cor dos olhos tende a ser semelhante a cor do pelo.

### Orelhas e cauda

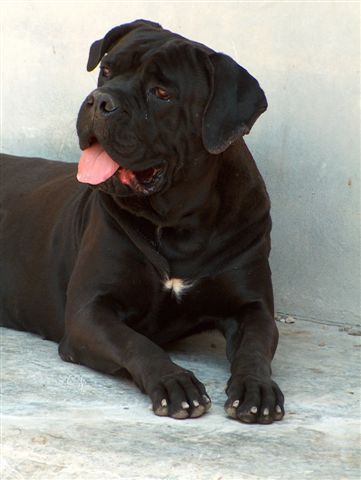
Cane corso preto com orelhas naturais.

Hoje, as atualizações realizadas no padrão oficial da raça pedem cães com orelhas e cauda naturais.
Porém, historicamente as orelhas são cortadas curtas em triângulos equiláteros que ficam eretos, contudo, como a conchectomia (corte de orelhas) já não é permitida em muitos países, o cane corso com orelhas naturais está a tornar-se mais comum. 
A cauda do cane corso é tradicionalmente cortada (caudectomia), razoavelmente comprida, na 4ª vértebra. Mas com as alterações nas tendências de cirurgias estéticas para cães e atualizações no padrão da raça, muitos cane corsos têm agora as caudas naturais.
Com a proibição do corte de orelhas e de cauda no Brasil pelo Conselho Federal de Medicina Veterinária, alguns criadores brasileiros optam por levar seus cães para realizar o procedimento em outros países próximos, como a Argentina, onde é permitido, ou mesmo optam por realizar o procedimento clandestinamente no Brasil através de profissionais que desobedecem a proibição de forma velada.  
As orelhas não-cortadas devem ser de tamanho médio, triangulares e pendentes. A cauda íntegra é de inserção relativamente alta, muito grossa na raiz. Em movimento, a cauda é portada alta, mas nunca ereta ou enrolada.

### Cor
O cane corso apresenta-se com pelagem preta, variações de cinza, fulvo claro e escuro, vermelho-cervo e variações de tigrado. Contudo, uma pequena mancha branca é aceitável no região do peito, nas pontas dos dedos e sobre a cana nasal.

### Força da mordida
O cane corso possui uma das mordidas mais poderosas do mundo canino, na ordem dos 700 PSI, o que corresponde aproximadamente a 49,2 kgf/cm{\displaystyle {\displaystyle ^{2}}} (quilograma-força por centímetro quadrado).
Comparativamente com outras raças:
Legenda da tabela:
psi - Pound per Square Inch ou Libra por Polegada Quadrada
kgf/cm{\displaystyle {\displaystyle ^{2}}}- kilogram force per square centimeter ou quilograma-força por centímetro quadrado
| País de Origem | Raça                      | Força da mordida | Força da mordida                                |
| -------------- | ------------------------- | ---------------- | ----------------------------------------------- |
| Turquia        | Kangal                    | 743 psi          | 52,2 kgf/cm{\displaystyle {\displaystyle ^{2}}} |
| Itália         | cane corso                | 700 psi          | 49,2 kgf/cm{\displaystyle {\displaystyle ^{2}}} |
| França         | Dogue de Bordeaux         | 556 psi          | 39,1 kgf/cm{\displaystyle {\displaystyle ^{2}}} |
| Japão          | Tosa Inu                  | 556 psi          | 39,1 kgf/cm{\displaystyle {\displaystyle ^{2}}} |
| Inglaterra     | Mastim Inglês             | 552 psi          | 38,8 kgf/cm{\displaystyle {\displaystyle ^{2}}} |
| Espanha        | Presa Canário             | 540 psi          | 38,0 kgf/cm{\displaystyle {\displaystyle ^{2}}} |
| Argentina      | Dogo Argentino            | 500 psi          | 35,2 kgf/cm{\displaystyle {\displaystyle ^{2}}} |
| Alemanha       | Leonberger                | 399 psi          | 28,0 kgf/cm{\displaystyle {\displaystyle ^{2}}} |
| Alemanha       | Rottweiler                | 328 psi          | 23,1 kgf/cm{\displaystyle {\displaystyle ^{2}}} |
| Estados Unidos | Buldogue Americano        | 305 psi          | 21,4 kgf/cm{\displaystyle {\displaystyle ^{2}}} |
| Alemanha       | Pastor Alemão             | 238 psi          | 16,7 kgf/cm{\displaystyle {\displaystyle ^{2}}} |
| Estados Unidos | American Pit Bull Terrier | 235 psi          | 16,5 kgf/cm{\displaystyle {\displaystyle ^{2}}} |
| Alemanha       | Boxer                     | 230 psi          | 16,1 kgf/cm{\displaystyle {\displaystyle ^{2}}} |
| Alemanha       | Dobermann                 | 228 psi          | 16,0 kgf/cm{\displaystyle {\displaystyle ^{2}}} |
| Espanha        | Alano Espanhol            | 227 psi          | 16,0 kgf/cm{\displaystyle {\displaystyle ^{2}}} |
| Alemanha       | Pastor Holandês           | 224 psi          | 15,7 kgf/cm{\displaystyle {\displaystyle ^{2}}} |
| China          | Chow-Chow                 | 220 psi          | 15,5 kgf/cm{\displaystyle {\displaystyle ^{2}}} |
| Inglaterra     | Buldogue Inglês           | 210 psi          | 14,8 kgf/cm{\displaystyle {\displaystyle ^{2}}} |
| Bélgica        | Pastor Belga (Malinois)   | 195 psi          | 13,7 kgf/cm{\displaystyle {\displaystyle ^{2}}} |

## Temperamento
O cane corso é recomendado para donos experientes e firmes. Como todo cão, especialmente os de guarda, ele requer forte liderança e adestramento. É tipicamente um guardião de propriedades, do gado e da família.
O seu instinto natural é ser desconfiado com estranhos e por esta razão é considerado compatível para função de guarda. Idealmente, o cane corso deve ser indiferente quando abordado e deve apenas reagir de um modo protetor quando uma ameaça real estiver presente.  